# 内藤裕敬
内藤 裕敬（ないとう ひろのり、1959年12月4日 - ）は、栃木県出身の劇作家・演出家・俳優。劇団「南河内万歳一座」座長、大阪芸術大学舞台芸術学科教授。

## 人物
大阪芸術大学舞台芸術学科卒業。秋浜悟史教授（劇作家・演出家）に師事。
大学在学中の1980年、劇団「南河内万歳一座」を旗揚げ。『蛇姫様』(作・唐十郎）を自身の演出で上演する。以降、同劇団の全作品の作・演出を手がける。大阪を活動拠点とし、年2回の2都市公演（東京・大阪）を基本に活動中。海外へは特にアジアに目を向け、韓国公演（1987、88年）中国公演（1995年）を実施。現代的演劇の基礎を土台とし、常に現代を俯瞰した作品には定評がある。劇団外での作・演出も多く、俳優としても唐組・兵庫県立ピッコロ劇団等客演多数。

## 特徴的な活動
2003年、本拠地となっていた扇町ミュージアムスクエア閉館、翌2004年に「天下の台所改善実行委員会」を立ち上げ、ウルトラマーケット（大阪城ホール・西倉庫）の演劇活用を開始。閉館までの6年間、劇場、劇団倉庫、稽古場など、南河内万歳一座だけでなく、関西小劇場の創作の場として貢献した。
世界的ピアニスト・仲道郁代との共同企画「仲道郁代のゴメン！遊ばせクラシック」・「4×4」・「窓の彼方へ」で、クラシック音楽と演劇の世界観を融合を模索する作品創りを継続している。

## 主な受賞
- 南河内万歳一座『唇に聴いてみる』（1987年、第2回テアトロ・イン・キャビン戯曲賞受賞）
- 劇作家としての実績に対して（1988年、大阪市・咲くやこの花賞（戯曲）受賞）
- 南河内万歳一座『夏休み』（1997年、第3回OMS戯曲賞「大賞」受賞）
- 第4回OMSプロデュース『ここからは遠い国』（2000年、第7回読売演劇大賞・優秀演出家賞受賞）
- 兵庫県立ピッコロ劇団「モスラを待って」演出（2007年、文化庁芸術祭・優秀賞受賞）
- 南河内万歳一座「ラブレター」作・演出・出演（2010年、文化庁芸術祭・優秀賞受賞）

## 劇団外の主な舞台作品
- 2005年『調教師』（作：唐十郎　演出：内藤裕敬）
- 2008年『4×4』（作･演出：内藤裕敬）
- 2012年『すうねるところ』（脚本：木皿泉　演出：内藤裕敬）
- 2016年『魔術』（作・演出：内藤裕敬）

## 著作
- 『内藤裕敬戯曲集「劇風録其之壱」』（出版：ビレッジプレス 1992年）
- 『青木さん家の奥さん』（出版：冬芽社　1993年）